# Западно-Сибирский нефтегазоносный бассейн
Западно-Сибирский нефтегазоносный бассейн — крупнейший бассейн мира. Расположен в пределах Западно-Сибирской равнины на территории ХМАО, ЯНАО, Омской, Курганской, Томской, Тюменской и частично Свердловской, Новосибирской областей, Красноярского и Алтайского краев России. Площадь около 2,5 млн км².
Нефтегазоносность бассейна связана с отложениями Юрского и Мелового периода. Большая часть нефтяных и газонефтяных залежей находится на глубине 2000—3000 м.

## История
Возможность нефтегазоносности Западно-Сибирской плиты впервые была высказана И. М. Губкиным в 1932—1934.

## Запасы
Как нефтяные, так и газовые месторождения бассейна отличаются высокими дебитами. Нефть Западно-Сибирского нефтегазоносного бассейна — ценное сырьё для химической промышленности. В юрских отложениях нефть более лёгкая, чем в меловых. Газ содержит 90—98 % метана.
Сейчас на территории Западной Сибири добывается 70 % российской нефти. Так, в 1993 году добыча нефти без газового конденсата составила 231 397 192 тонны. Основной объём нефти извлекается насосным способом. Из них уже извлечено 40-45 % нефти.